# Karl Müller (Wasserbauingenieur)
Karl Müller (* 23. Dezember 1871 in Vegesack; † 11. April 1958 in Hannover) war ein deutscher Wasserbauingenieur und Leiter der damaligen Wasserbaudirektion Hannover.

## Leben
Müller besuchte das Realgymnasium in Vegesack. 1890 begann er ein Studium an der Technischen Hochschule Berlin. 1895 trat er in die preußische Wasserbauverwaltung ein und arbeitete auf dem Gebiet des Hafenbaus. 1907 wurde er von Bruckhausen am Rhein mit dem Aufbau des Kanalbauamts in Ostercappeln (im Geschäftsbereich der Kanalbaudirektion Hannover) beauftragt, Dienstsitz war zunächst Lübbecke. Dort übernahm er an leitender Stelle einen Bauabschnitt des im Vorjahr begonnenen Ems-Weser-Kanals. 1911–1914 war er Vorstand des Hafenbauamtes Pillau. Um 1902 entwarf er mit Hermann Schaedtler die Feuerbestattungshalle in Bremen. Aus Essen kommend, war er von 1924 bis 1937 Leiter der damaligen Wasserbaudirektion Hannover.

## Auszeichnungen
- 1911: Baurat mit dem persönlichen Range der Räte vierter Klasse[3]
- 1937: Ehrenbürger der TH Hannover[4]